# Xylocampa lithoriza
Xylocampa lithoriza là một loài bướm đêm trong họ Noctuidae.